# جيسون تريفيرو
جيسون تريفيرو (بالإنجليزية: Jason Trifiro) مواليد 3 يونيو 1988 في نيوساوث ويلز، أستراليا، هو لاعب كرة قدم أسترالي. يلعب كلاعب وسط.

## المسيرة الاحترافية

### أندية لعب لها
- ماركوني ستاليونز
- سيدني تايغرز
- وولونغونغ
- نادي وسترن سيدني واندررز لكرة القدم
- نادي ملبورن سيتي

## روابط خارجية
- جيسون تريفيرو على موقع الاتحاد الدولي (مؤرشف)  (الإنجليزية)
- جيسون تريفيرو على موقع قاعدة بيانات كرة القدم.إي يو (الإنجليزية)